# Tarachidia marginata
Tarachidia marginata är en fjärilsart som beskrevs av Köhler 1979. Tarachidia marginata ingår i släktet Tarachidia och familjen nattflyn. Inga underarter finns listade i Catalogue of Life.